# South Bristol
South Bristol és una població dels Estats Units a l'estat de Maine (EUA). Segons el cens del 2000 tenia 897 habitants.

## Demografia
Segons el cens del 2000, South Bristol tenia 897 habitants, 410 habitatges, i 277 famílies. La densitat de població era de 26,3 habitants/km².
Dels 410 habitatges en un 20,5% hi vivien nens de menys de 18 anys, en un 60% hi vivien parelles casades, en un 4,9% dones solteres, i en un 32,2% no eren unitats familiars. En el 25,4% dels habitatges hi vivien persones soles el 12,9% de les quals corresponia a persones de 65 anys o més que vivien soles. El nombre mitjà de persones vivint en cada habitatge era de 2,19 i el nombre mitjà de persones que vivien en cada família era de 2,58.
Per edats la població es repartia de la següent manera: un 16,7% tenia menys de 18 anys, un 4,6% entre 18 i 24, un 18,8% entre 25 i 44, un 34,9% de 45 a 60 i un 25% 65 anys o més.
L'edat mediana era de 52 anys. Per cada 100 dones de 18 o més anys hi havia 97,6 homes.
La renda mediana per habitatge era de 38.636 $ i la renda mediana per família de 46.765 $. Els homes tenien una renda mediana de 31.696 $ mentre que les dones 21.563 $. La renda per capita de la població era de 28.233 $. Entorn del 3,5% de les famílies i el 7,5% de la població estaven per davall del llindar de pobresa.